# 리사 블런트 로체스터
리사 러트렐 블런트 로체스터(영어: Lisa LaTrelle Blunt Rochester, 1962년 2월 10일 ~ )는 미국의 정치인이다.

## 학력
- 빌라노바 대학교 편입
- 델라웨어 대학교 중퇴
- 페얼리 디킨슨 대학교 국제관계학 학사
- 델라웨어 대학교 공공정책학 학사

## 경력
- 2017.01 ~ 2025.01 제115·116·117·118대 미국 델라웨어 광역구 연방하원의원
- 2025.01 ~ 제119~ 미국 델라웨어주 연방상원의원

## 역대 선거 결과
| 선거명      | 직책명                         | 대수  | 정당   | 득표율 | 득표수    | 결과 | 당락                     |
| ----------- | ------------------------------ | ----- | ------ | ------ | --------- | ---- | ------------------------ |
| 2016년 선거 | 하원의원 (델라웨어 광역선거구) | 115대 | 민주당 | 55.53% | 233,554표 | 1위  | 델라웨어주 하원의원 당선 |
| 2018년 선거 | 하원의원 (델라웨어 광역선거구) | 116대 | 민주당 | 64.26% | 227,353표 | 1위  | 델라웨어주 하원의원 당선 |
| 2020년 선거 | 하원의원 (델라웨어 광역선거구) | 117대 | 민주당 | 57.63% | 281,382표 | 1위  | 델라웨어주 하원의원 당선 |
| 2022년 선거 | 하원의원 (델라웨어 광역선거구) | 118대 | 민주당 | 55.47% | 178,416표 | 1위  | 델라웨어주 하원의원 당선 |
| 2024년 선거 | 상원의원 (델라웨어 제1부)      | 119대 | 민주당 | 56.59% | 283,298표 | 1위  | 델라웨어주 상원의원 당선 |